# رئيس وزراء زيمبابوي
رئيس وزراء زيمبابوي (بالشيشاوية: Nduna Yaikulu ya Zimbabwe) هو منصب سياسي سابق في حكومة زيمبابوي، وجد مرتين فقط في الحياة السياسية لزيمبابوي. شغل المنصب أول مرة الرئيس روبرت موغابي بالفترة بين عامي (1980-1987) بعد الاستقلال عن المملكة المتحدة. تولى موغابي المنصب بعد تحول رودسيا الجنوبية إلى جمهورية زيمبابوي في 18 أبريل 1980. ألغي المنصب عندما تم تعديل الدستور في عام 1987، وأصبح موغابي رئيسًا لزيمبابوي، ليحل محل كنعان بانانا كرئيس للدولة مع بقائه أيضًا رئيسًا للحكومة.
أعيد المنصب مجددًا في عام 2009، وكان يشغله آنذاك مورغان تسفانغيراي، حتى ألغي المنصب مرة أخرى بموجب دستور زيمبابوي لعام 2013.

## قائمة أصحاب المنصب
| # | الصورة | الاسم (الولادة–الوفاة)        | الانتخابات | استلام المنصب  | مغادرة المنصب  | المدة             | الحزب السياسي                        | الرؤساء      |
| - | ------ | ----------------------------- | ---------- | -------------- | -------------- | ----------------- | ------------------------------------ | ------------ |
| 1 |        | روبرت موغابي (1924–2019)      | 1980 1985  | 18 أبريل 1980  | 31 ديسمبر 1987 | 7 سنوات و257 أيام | الاتحاد الوطني الإفريقي الزيمبابوي   | كنعان بانانا |
| 2 |        | مورغان تسفانغيراي (1952–2018) | 2008       | 11 فبراير 2009 | 11 سبتمبر 2013 | 4 سنوات و212 أيام | حركة التغيير الديمقراطي - تسفانغيراي | روبرت موغابي |